# Sergei Korsakov (cosmonauta)
Sergei Vladmirovich Korsakov (1 de setembro de 1984) é um cosmonauta russo e membro do Yuri Gagarin Space Flight Research Institute.  Antes de entrar no esquadrão de cosmonautas, ele trabalhou como Diretor Geral do Info Capital Group LLC.

## Juventude
Sergei Vladmirovich Korsakov nasceu no dia 1 de setembro de 1984, na cidade de Frunze (hoje, Bisqueque), República Socialista Soviética Quirguiz, (hoje, Quirguistão).
Após graduar-se no "Ginásio No. 2" em Kimry, Região Tver, matriculou-se na Universidade Técnica Estadual Bauman, Moscou. Em 2006, após graduar-se com honras em Motores Foguete, ele recebeu um segundo grau em Gestão de Organizações. Depois ele continuou seus estudos de pós-graduação na área de "Motores Foguete".
Antes de ingressar no corpo cosmonautas, trabalhou como Diretor Geral da Info Capital Group LLC.

### Treinamento
Em 2012, Sergey Korsakov participou da primeira competição aberta para a seleção do corpo cosmonauta russo. Em 8 de outubro de 2012, por decisão da Comissão Interdepartamental, ele foi admitido entre 9 candidatos ao treinamento espacial geral.
Em 26 de outubro de 2012, ele foi nomeado para o cargo de candidato cosmonauta do Centro de Treinamento Yuri Gagarin.
Em fevereiro de 2013, S. Korsakov juntamente com os candidatos a cosmonauta Dmitry Petelin e Nikolai Chub participaram de um treinamento com dois dias de duração sobre o que a tripulação deveria fazer no caso de pouso numa área florestal ou pantanosa durante o inverno.
Em 16 de junho de 2014, por decisão da Comissão Interdepartamental de Qualificação, ele foi qualificado como cosmonauta; em 15 de julho de 2014, ele foi nomeado para este cargo.
Em agosto de 2014 ele participou de um treinamento de paraquedismo de três semanas na filial Menzelinskiy, no Aeroclube Central da República de Tartaristão DOSAAF na Rússia, em outubro ele participou de um treino sobre o que a tripulação deveria fazer no caso de um pouso de emergência num terreno montanhoso, na área do desfiladeiro da Cordilheira do Cáucaso. Em junho de 2016, ele fez parte da tripulação internacional da expedição CAVES 2016, que passou uma semana treinando em uma caverna na ilha Sardenha, a uma profundidade de cerca de 800 metros.
Em agosto de 2018, nas aeronaves do laboratório CPC, Tu-134LK, participou de voos de treinamento para observações visuais e instrumentais da Terra em áreas da Sibéria Oriental, Extremo Oriente, Sakhalin e Kamchatka.
Em setembro de 2019, junto com Andrei Borisenko e Oleg Novitskiy, no EMERCOM da Rússia, Centro de Treinamento de Resgate na aldeia de Krasnaya Polyana, ele participou de treinamentos sobre o que fazer em caso de um pouso de emergência em terreno montanhoso. Em outubro de 2019, ele passou por um ciclo completo de treinamento de "sobrevivência na água" ("seca", "longa" e "curta") no Terminal Marítimo Universal Imeretinsky no Mar Negro, no distrito de Adler, em Sóchi.
Em novembro de 2019, foi anunciado que S. V. Korsakov foi nomeado engenheiro de voo da tripulação suplente da Soyuz MS-17.
Iria voar na Soyuz MS-18, mas foi substituído por Mark Vande Hei, após pedido da NASA. Realizou seu primeiro voo abordo da Soyuz MS-21.